# Ezel van Wesel

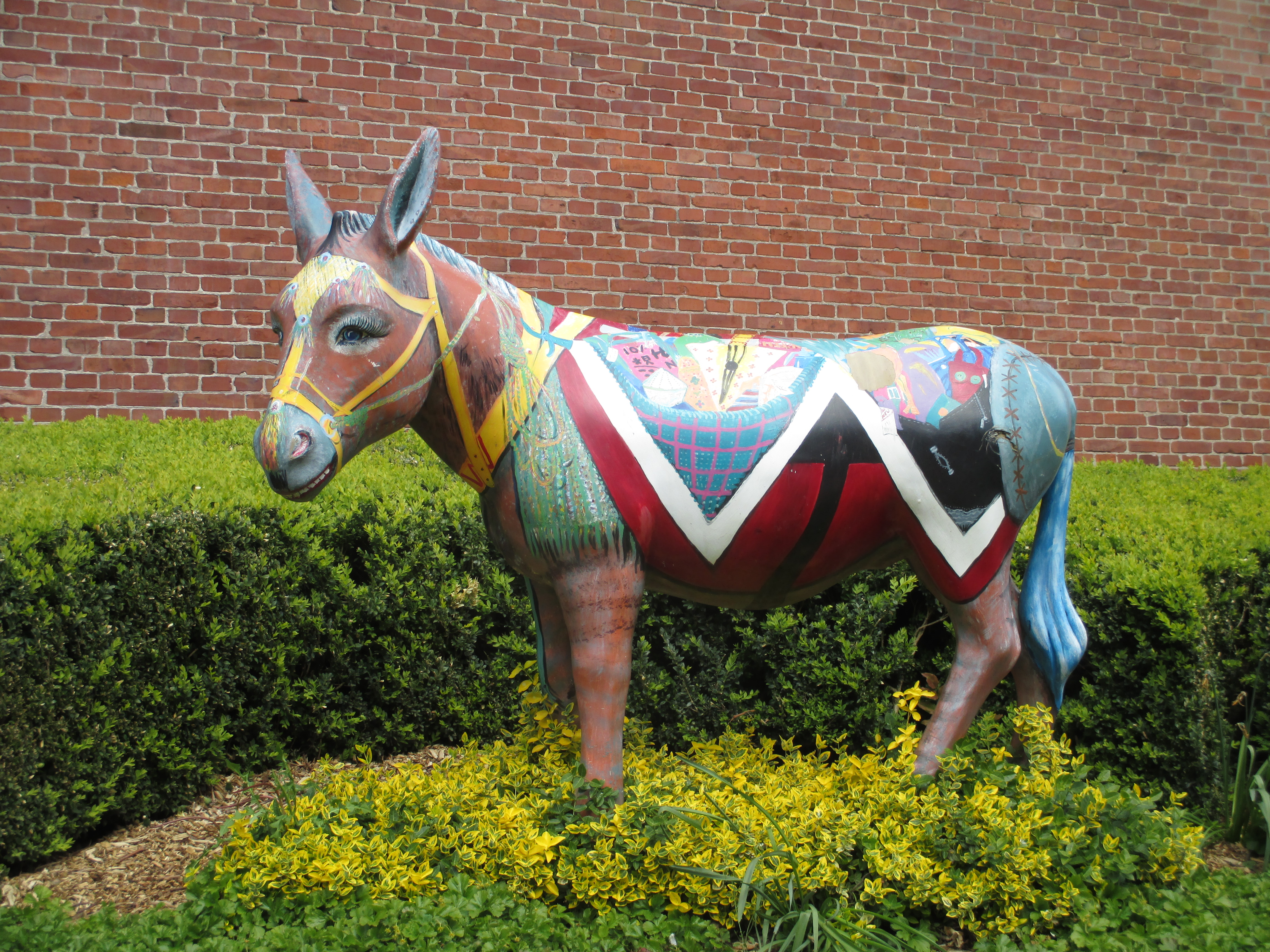
Een ezelsculptuur naast de Berliner Tor (Berlijnse Poort) in Wesel

De Ezel van Wesel is het symbooldier van de Duitse stad Wesel met velerlei verwijzingen in de lokale kunst en cultuur.

## Geschiedenis
De ezel als symbool van de stad Wesel stamt van het eindlettergreeprijm tussen het woord ezel en de stadsnaam. De volksliedonderzoeker Anton Wilhelm von Zuccalmaglio documenteerde in de 19e eeuw de tirade „Wie heißt der Bürgermeister von Wesel? Esel.“ (“Hoe heet de burgemeester van Wesel? Ezel.“) Dit wordt beschouwd als een van de eerste bekende toepassingen van deze uitdrukking, die nog steeds voorkomt.  Volgens een reisverslag uit 1819 werd het versje oorspronkelijk gebruikt als een echoroep op de Rijnvaart en verwees het niet naar Wesel aan de Nederrijn, maar naar de stad Oberwesel in het Middenrijndal. Tegenwoordig wordt het alleen met de stad Wesel geassocieerd.
Het versje werd vaak genoemd in de Duitse nationale media. In 1992 verscheen de echoroep in de ZDF-serie Weißblaue Geschichten en in 2001 ook in de film Der Schuh des Manitu. Het versje is ook bekend in het Nederlandstalige gebied ("Hoe heet de burgemeester van Wezel? Ezel.").
Het heraldische dier van de stad Wesel is de wezel (Duits: Wiesel), waarvoor ook een gelijkenis bestaat met de stadsnaam. Op het stadswapen zijn drie zilveren wezels afgebeeld.

## Gebruik als symbooldier

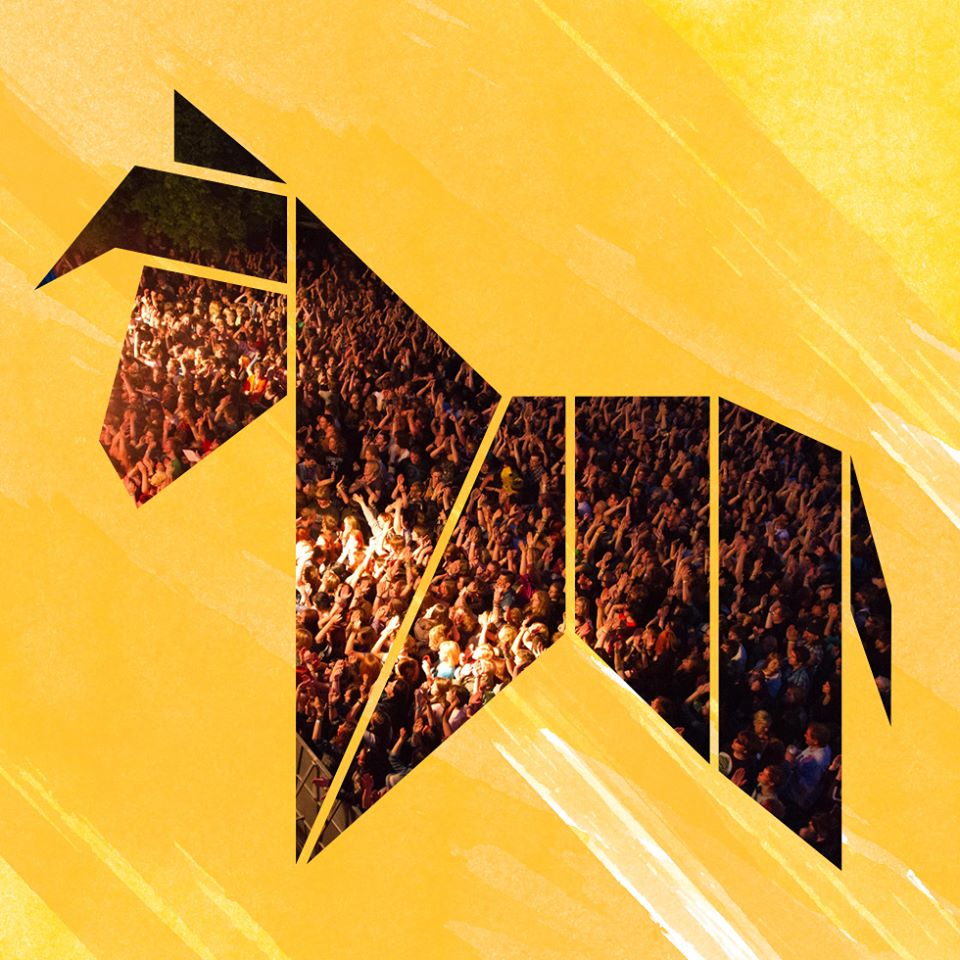
Logo van het EselRock festival

### Kunstwerken
In september 1994 werd op de Berliner-Tor-Platz, in het centrum van Wesel, een bronzen ezel opgericht, gemaakt door de kunstenaar Bonifatius Stirnberg. In 2006 startte citymarketing een initiatief om plastic ezels te maken voor openbare ruimtes. Op 1 april 2007 verschenen 111 geschilderde kopieën in het gehele stadsgebied, waarvan sommige ook buiten Wesel. De ezels, sommige privé en sommige in het openbaar geplaatst, kosten 480 euro als losse stukken en zijn elk 1,50 meter hoog. Het initiatief werd hierna permanent voortgezet. In 2016 waren er ongeveer 300 levensgrote ezelfiguren gemaakt. Daarnaast is de ezel ook gebruikt voor lokale merchandisingproducten. Deze omvatten onder meer kunststofexemplaren in miniatuurformaat.

### Culturele evenementen
Sinds 1972 reikt het samenwerkingsverband van carnavalsverenigingen van Wesel elk jaar de zogenaamde ezelmedailles (Duits: Eselorden) uit. Deze zijn bedoeld om mensen te eren die de moed hebben om een “beslissing die niet alledaags is” te nemen of die de stad Wesel bijzondere diensten hebben bewezen. Tot de winnaars behoren een aantal bekende persoonlijkheden, onder wie Dieter Nuhr, Jan Hofer en Guildo Horn.
Sinds 2008 wordt in het Heubergpark van Wesel het muziekfestival EselRock gehouden. Het festival trekt meer dan 10.000 bezoekers per jaar.